# Galileo-Kliffs
Die Galileo-Kliffs sind 1300 m hohe und 8 km lange Kliffs im Osten der westantarktischen Alexander-I.-Insel. Sie ragen 11 km des Ablation Point zwischen dem Grotto- und dem Jupiter-Gletscher auf.
Trimetrogon-Aufnahmen der US-amerikanischen Ronne Antarctic Research Expedition (1947–1948) und Vermessungen des Falkland Islands Dependencies Survey zwischen 1948 und 1950 dienten seiner Kartierung. Das UK Antarctic Place-Names Committee benannte sie 1974 in Anlehnung an die Benennung des Jupiter-Gletschers nach dem italienischen Astronomen Galileo Galilei (1564–1642), dem Entdecker von vier Monden des Planeten Jupiter (Io, Europa, Ganymed und Kallisto).